# Luiz Cláudio Cunha
Luiz Cláudio Cunha (Caxias do Sul, 15 de abril de 1951) é um jornalista brasileiro.
Trabalhou para diferentes órgãos de imprensa como os jornais O Estado de S. Paulo, Jornal do Brasil,  O Globo, Correio Braziliense, Zero Hora, Diário da Indústria e Comércio, e as revistas Veja, IstoÉ e Afinal. Foi também editor-contribuinte da revista Playboy. Comandou a redação da Veja em Porto Alegre (1973-1980) e em Brasília (1981-1983). Também em Brasília, chefiou a redação de IstoÉ (1984)e Afinal (1985-1986), e de O Estado de S. Paulo, Jornal do Brasil, Zero Hora e Diário da Indústria e Comércio. Sua carreira jornalística está marcada pela reportagem investigativa e pelo jornalismo político. Ganhador de vários prêmios jornalísticos, cobriu episódios políticos marcantes da história recente do Brasil e escreveu sobre crimes contra os direitos humanos realizados pelas ditaduras militares do Cone Sul. Dentre seus trabalhos mais importantes, destaca-se a série de reportagens realizadas entre 1978 e 1980, sobre o episódio conhecido como “Sequestro dos Uruguaios”, uma tentativa ilegal de militares brasileiros e uruguaios para a prisão de ativistas uruguaios, no âmbito da clandestina Operação Condor. O trabalho, realizado em conjunto com o fotógrafo J.B. Scalco, rendeu-lhe o prêmio principal do Esso de Jornalismo de 1979, importante premiação da imprensa brasileira. Em 2008, lançou o livro Operação Condor: o Sequestro dos Uruguaios -- uma reportagem dos tempos da ditadura, recebendo da Câmara Brasileira do Livro um Prêmio Jabuti e também a menção honrosa do Prêmio Vladimir Herzog do Sindicato dos Jornalistas de São Paulo, ambos na categoria de Livro-Reportagem . É detentor do Título de Notório Saber em Jornalismo pela Universidade de Brasília.

## Início da Carreira em Porto Alegre
Luiz Cláudio Cunha começou sua carreira, em 1969, aos 18 anos, na cidade de Londrina. Primeiro como locutor da rádio Londrina, ZYD-4 e, logo, como redator da Editoria de Interior do principal jornal da região, a Folha de Londrina. Um ano depois, em 1970, mudou-se para Porto Alegre e ingressou na Rede Brasil-Sul de Comunicação (RBS) como aprendiz na seção de 'Cidade' para, meses depois, passar a repórter especial do jornal Zero Hora. Em 1971, foi convidado para ingressar na revista Veja, criada três anos antes. Fez  trabalhos eventuais para outras revistas da Editora Abril, como a Realidade, onde escreveu um perfil do novo gaúcho, ilustrado com fotos de Leonid Streliaev.
Em 1973, com a transferência de Paulo Totti para a editoria de Brasil na sede da Veja em São Paulo, Cunha foi indicado para assumir a chefia da sucursal da Editora Abril em Porto Alegre. Além de escrever para Veja, Cunha teve sob sua responsabilidade as revistas Quatro Rodas, Exame e a esportiva Placar, um detalhe que pesaria, em 1978, durante a investigação do sequestro dos uruguaios quando se fez acompanhar por um repórter fotográfico da área de esportes.
Na Veja de Porto Alegre, Cunha cobriu acontecimentos marcantes no Uruguai e Argentina. Em abril de 1974, fez a primeira entrevista com Leonel Brizola no exílio. Na fazenda do ex-governador do Rio Grande do Sul no interior do Uruguai, Cunha registrou a declaração literal de Brizola – “Fui derrotado militarmente. Politicamente, eleitoralmente, não”  – que, de acordo com a historiadora Maria Fernanda Lopes, causou profunda irritação nos quartéis.
No Uruguai, cobriu também a crise político-militar que levou o país à ditadura, com reportagens sobre os bastidores do golpe de Estado de 1973. Uma dessas reportagens foi sobre a diáspora provocada pela ditadura uruguaia, que levou à emigração em massa de uruguaios nos anos 1970, com meio milhão de uruguaios – 1/6 da população do país – partindo para o exílio, fugindo do endurecimento político e da crise econômica até então desconhecida na “Suíça da América Latina”, deixando para trás um país de gente cada vez mais idosa. Na Argentina, em 1974, cobriu para Veja a morte, o drama nacional e o enterro de Juan Domingo Perón, que foi matéria de capa.
Em junho de 1977, um ano antes da Copa do Mundo na Argentina, cobriu os preparativos da ditadura para reprimir a guerrilha no país. Integrou depois a equipe de Veja na cobertura da Copa do Mundo de 1978. Nessa ocasião, um artigo seu – em co-autoria com Carlos Maranhão – foi traduzido para a revista de jornalismo estadunidense Atlas World Press Review. No Uruguai e na Argentina, respectivamente, entrevistou o líder da coligação de esquerda uruguaia Frente Ampla nos anos 1970, general Líber Seregni, e o escritor argentino Jorge Luis Borges.
Foi eleito para a diretoria do Sindicato dos Jornalistas de Porto Alegre (1977-1979) e ajudou a fundar, com mais de 300 pessoas, a Cooperativa dos Jornalistas de Porto Alegre (1974-78), CooJornal, a primeira entidade do gênero no país. No mensário CooJORNAL – jornal publicado pela Cooperativa – Cunha escreveu a coluna 'Perdão Leitores', um espaço de media criticism que, nos moldes do 'Jornal dos Jornais' assinado por Alberto Dines na Folha de S.Paulo, avaliava o desempenho dos jornais e jornalistas. Em dezembro de 1977, Cunha escreveu no CooJORNAL o artigo ‘Uruguai: Terror e Silêncio’ sobre a ditadura militar naquele país. No artigo, Cunha relatou a prisão em Montevidéu, em junho de 1976, do jornalista brasileiro Flávio Tavares, correspondente de O Estado de S. Paulo em Buenos Aires.

## Sequestro dos Uruguaios
Em novembro de 1978, alertado por um telefonema anônimo, Luiz Cláudio Cunha testemunhou com o fotógrafo da revista Placar J. B. Scalco uma ação em Porto Alegre da Operação Condor, um grande aparato de terrorismo de Estado conjunto entre diversos países do Cone Sul. Era o sequestro dos ativistas políticos uruguaios Universindo Díaz e Lilian Celiberti e seus dois filhos, Camilo e Francesca. Eles são hoje os únicos sobreviventes uruguaios da Operação Condor, graças ao testemunho de Cunha e Scalco e à investigação jornalística empreendida por sua equipe de Veja.
Pela série de reportagens sobre o Sequestro dos Uruguaios publicadas em Veja durante 86 semanas, 630 dias, quase vinte meses, Cunha recebeu, junto com o fotógrafo João Batista Scalco, o Prêmio Esso de Jornalismo de 1979, na categoria principal. O júri foi presidido pelo repórter Joel Silveira e composto por Paulo Henrique Amorim, Carmo Chagas, Luiz Carlos Lisboa e Mário Moraes. O trabalho de Cunha conquistou ainda premiação principal do Prêmio Nacional TELESP; o I Prêmio Vladimir Herzog de Direitos Humanos, do Sindicato dos Jornalistas de São Paulo , e ainda o Prêmio Hors Concours da Editora Abril.
O trabalho profissional de Luiz Cláudio Cunha e sua postura em favor dos direitos humanos recebeu voto de louvor encaminhado pelo jurista Jean-Louis Weil em nome do SIJAU, Secretariat Internatonal des Juristes pour l’Amnistie en Uruguay, durante o Colóquio sobre la Política de Institucionalizacion del Estado de Exception y su rechazo por el Pueblo Uruguayo, realizado em Genebra, 27-28 de fevereiro de 1981.

## Carreira em Brasília
Em 1980, Luiz Cláudio Cunha transferiu-se de Porto Alegre para Brasília, como editor-assistente de Veja. Nesse ano, viajou à Bolívia para a reportagem 'O ministro da coca’  sobre a conexão entre a droga e a estrutura de poder boliviana. A reportagem era parte de uma matéria especial da revista intitulada ‘Rota da cocaína’, que incluiu ainda o Peru e a Colômbia, cobertos respectivamente por Marcos Sá Correa e Roberto Garcia. Na investigação jornalística, Cunha teve acesso a documentos secretos da Inteligência Americana, comprovando a conexão dos militares bolivianos com o narcotráfico. O documento identificava o coronel Luiz Arce Gomez, ministro do Interior do general Luiz Garcia Meza, como o principal nome do narcotráfico na Bolívia. Garcia Meza e seu grupo tomaram o poder com a ajuda da ditadura militar argentina e do grupo terrorista boliviano Novios de La Muerte, comandado pelo criminoso de guerra nazista Klaus Barbie.
Recebeu, em 1980, o Destaque em Economia do V Prêmio Abril de Jornalismo com a matéria ‘Delfim entra em campo’ e, em 1981, o Destaque em Política do VII Prêmio Abril de Jornalismo com a reportagem sobre a bomba que explodiu no Riocentro. Ambas as reportagens foram publicadas em  Veja.
Em 1981, assumiu a direção da sucursal de Veja em Brasília. Também nesse ano, de Brasília, escreveu o editorial do CooJornal sobre os quatro jornalistas – Elmar Bones, Osmar Trindade, Rosvita Saueressig e Rafael Guimarães – presos por publicarem os relatórios secretos do Exército sobre a guerrilha no Vale da Ribeira, em São Paulo, e a perseguição ao líder guerrilheiro Carlos Lamarca no sertão da Bahia.
Em 1983, Cunha deixou Veja, em Brasília, para editar na sede do Jornal do Brasil, no Rio de Janeiro, o 'Informe JB', influente coluna política da imprensa brasileira na época. No ano seguinte, assumiu a direção da revista IstoÉ em Brasília e, logo, foi convidado a abraçar um novo projeto editorial: a revista semanal Afinal, que durou até 1986. Dirigiu a redação da revista em Brasília, tendo participado de uma série de reportagens especiais sobre os porões da ditadura – ‘Página infeliz da nossa história’, ‘O preço da tortura’ e ‘Desaparecidos na repressão’ –, que recebeu a Menção Honrosa do 7º. Prêmio Vladimir Herzog de 1985. Na Afinal cobriu a agonia e morte de Tancredo Neves para uma edição histórica ‘Brasil chora seu destino’ em abril de 1985. No mesmo ano, com Antonio Britto, publicou Assim morreu Tancredo, que vendeu cerca de 200 mil cópias. O livro é uma longa entrevista de Luiz Cláudio Cunha com Antonio Britto, Secretário de Imprensa e porta-voz daquele que seria o primeiro presidente civil depois de 21 anos de governo militar. A entrevista foi editada por Cunha a partir de 23 horas gravadas em 13 encontros em Brasília, entre junho e agosto de 1985.
Em 1986, Cunha tornou-se repórter especial da Rede Globo em Brasília, onde editou e apresentou uma coluna política na extinta terceira edição do DF-TV, exibido no final à noite. Em 1987, voltou ao Jornal do Brasil, agora como Chefe de Redação da Sucursal de Brasília. Um ano depois foi convidado a participar do projeto de remodelação de O Estado de S. Paulo. Na sua estreia no jornal paulista, Cunha revelou um fato espantoso da ditadura: o plano de radicais da extrema-direita do Exército para dinamitar o Memorial JK, um dos cartões postais de Brasília e uma das obras mais conhecidas do arquiteto Oscar Niemeyer. Na visão dos terroristas do Estado, o monumento seria uma alusão à foice e martelo que simboliza a ideologia comunista. Uma corajosa articulação de bastidores, nunca antes revelada, do então secretário de Obras do GDF, José Carlos Mello, que tinha ligações políticas com o chefe do gabinete civil do Governo Geisel, general Golbery do Couto e Silva, desmantelou o plano terrorista que poderia mergulhar o país numa grave crise.
Em 1990, para a revista Imprensa, Cunha escreveu o texto ‘A glória do texto’, um perfil de Mário Quintana em que, pela primeira vez, o poeta gaúcho é retratado como repórter.
Em 1991, tornou-se editor-contribuinte da revista Playboy em Brasília. Entre diferentes trabalhos na Playboy, entrevistou o porta-voz de Fernando Collor, o jornalista Cláudio Humberto Rosa e Silva.. Nessa entrevista, afirmações feitas por Cláudio Humberto a respeito do advogado Tales Castelo Branco, presidente da Ordem dos Advogados do Brasil (OAB), registradas pelo entrevistador, levaram a entidade – amparada pela Lei de Imprensa legada pelo regime militar – a processar Cunha e a revista Playboy por terem simplesmente publicado as palavras do porta-voz de Collor. Em nota, a revista “manifesta sua perplexidade” pela OAB “responsabilizar um repórter pelo que disse um entrevistado ofende o mero bom senso”.  O diretor de Playboy Juca Kfouri, em texto publicado na revista Imprensa, afirmou: “Luiz Cláudio mostrou dois lados com uma só entrevista: cumpriu sua obrigação ao revelar o que pensa o porta-voz do governo e deixou nua uma instituição [OAB] tão querida".
Em 1992, Luiz Cláudio Cunha voltou pela terceira vez ao Jornal do Brasil, onde atuou como repórter especial na sucursal de Brasília. No mesmo ano assumiu, como diretor, a sucursal do Diário do Comércio e Indústria (DCI) em Brasília.
Em 1993, com a reestruturação do jornal Zero Hora em Porto Alegre, Cunha foi convidado para assumir como editor-chefe a sucursal da RBS em Brasília. No aniversário de 15 anos do sequestro dos uruguaios em Porto Alegre em 1993, Luiz Cláudio fez um programa especial de 53 minutos para a RBS. Autor do roteiro, ele apresentou o programa, dirigido por João Guilherme Reis. O trabalho em vídeo recebeu o X Prêmio de Direitos Humanos, Hors Concours, categoria Televisão, do Movimento de Justiça e Direitos Humanos e Comissão Sobral Pinto de Direitos Humanos, com apoio do Sindicato dos Jornalistas Profissionais e da Associação dos Repórteres Fotográficos e Cinematográficos do Rio Grande do Sul de Porto Alegre, em 1993. No XII Congresso da FEDEFAM – Federación Latinoamericana de Asociaciones de Familiares de Detenidos Desaparecidos, reunido em São Paulo, nos dias 24-29 de novembro de 1993, Luiz Cláudio Cunha recebeu um voto de louvor pela responsabilidade direta “pela vida de Universindo Diaz, Lílian Celiberti e seus dois filhos, únicos uruguaios sequestrados no exterior que não integram a lista de desaparecidos políticos.
Em 1994, editou no jornal Zero Hora um caderno especial sobre os 30 anos do golpe que derrubou Jango Goulart, com detalhes inéditos sobre a fuga do ex-presidente. Nesse ano foi convidado a editar a coluna política ‘Brasília-DF’ do Correio Braziliense. Em 1995, deu o 'furo' nacional sobre a inconfidência do Ministro da Fazenda Rubens Ricupero, captada por antenas parabólicas, onde ele se confessava cabo eleitoral de Fernando Henrique Cardoso na campanha eleitoral de 1994. A nota ‘A Confissão do Ministro Caiu do Céu’ lhe deu o VI Prêmio OK de Jornalismo, na Categoria ‘Reportagem de Cidade’. No Correio Braziliense, também recebeu o VI Prêmio OK de Jornalismo, Categoria ‘Menção Especial em Política’ com a reportagem ‘Dinheiro da Odebrecht ajudou a pagar campanha para o governo de Cristovam’.
Em 1997, tornou-se editor adjunto, em Brasília, da 'Coluna do Swann', editada por Ricardo Boechat no jornal O Globo. Em 2002 voltou à revista IstoÉ, onde assumiu o cargo de editor de Política  e, um ano depois, com Weiller Diniz, publicou uma série de reportagens sobre o megagrampo comandado pelo senador Antônio Carlos Magalhães na Bahia. Luiz Cláudio quebrou o off, o sigilo da fonte, um dos dogmas do jornalismo, para não compactuar com o crime que lhe fora admitido pelo senador. Criticado por muitos colegas da imprensa por ter tornado pública uma declaração de ACM feita em caráter confidencial, Luiz Cláudio declarou perante o Conselho de Ética do Senado Federal que o off fora quebrado em comum acordo com a direção da revista. Explicou que a confidencialidade perdera sentido depois que a Polícia Federal informara que já investigava a denúncia de um megagrampo praticado pela polícia baiana, por ordem do senador. A série de reportagens da revista IstoÉ sobre o grampo na Bahia foi finalista do V Prêmio Embratel e do Prêmio Esso de Jornalismo de 2003 e levantou um debate nacional na imprensa sobre o uso criminoso do off no jornalismo. Na ocasião, a jornalista Dora Kramer, colunista de O Estado de S.Paulo, escreveu que, assim como é crime o uso jornalístico de material obtido de forma ilícita, também é ilícito fazer uso do sigilo da fonte para acobertar uma ilegalidade. "Uma coisa é o direito que resguarda o exercício profissional. Outra bem diferente é o dever de submissão à lei. Este dever implica a observância do discernimento na revelação de fatos oriundos de ações criminosas, sob pena de criarmos uma categoria de cúmplices profissionais."
Em 2004, ainda na IstoÉ, Luiz Cláudio Cunha, Sônia Filgueiras e Celina Côrtes participaram da equipe de Weiller Diniz que ganhou o Prêmio Esso de Informação Econômica com a reportagem ‘Presidente e diretor do BC esconderam da Receita bens no exterior’. Também escreveu o artigo ‘O off e o feiticeiro’ para o livro eletrônico A mídia eletrônica e o jornalismo fiteiro, organizado pelo jornalista Luiz Egypto e publicado pelo Observatório da Imprensa, com artigos de Alberto Dines, Cláudio Weber Abramo e Hélio Doyle. Em 2005, ao lado de selecionados nomes do jornalismo brasileiro – entre eles, Raimundo Rodrigues Pereira, Eurico Andrade, Marcos Sá Corrêa, Ricardo Kotscho e Márcio Moreira Alves –, Luiz Cláudio Cunha participou de uma coletânea organizada por Fernando Molica. ‘O sequestro dos uruguaios’ foi considerado por Molica como uma das 10 Reportagens que abalaram a ditadura. Em 2007, Cunha retomou um livro começado em 1980, no qual pretendia contar a história do sequestro dos uruguaios ocorrida em 1978. Lançou Operação Condor: o Sequestro dos Uruguaios - uma reportagem dos tempos da ditadura na Feira Internacional do Livro em Porto Alegre, em novembro de 2008, quando se completavam 30 anos da ação repressiva da Condor na capital gaúcha. Em 2009, o livro recebeu da Câmara Brasileira do Livro um Prêmio Jabuti e também a menção honrosa do Prêmio Vladimir Herzog do Sindicato dos Jornalistas de São Paulo, ambos na categoria de Livro-Reportagem. Foi também finalista do Prêmio Açorianos de Literatura da Prefeitura de Porto Alegre. No ano seguinte, o livro recebeu a menção honrosa, na categoria não-ficção em Literatura Brasileira, do Prêmio Casa de Las Américas, em Havana, Cuba.
Cunha foi, em 2009, um dos autores convidados para a coletânea de quatro volumes da Assembleia Legislativa gaúcha sobre A Ditadura de Segurança Nacional no Rio Grande do Sul, organizada pelo historiador Enrique Sierra Padrós, da Universidade Federal do Rio Grande do Sul (UFRGS). Cunha participou do primeiro volume, 'Da campanha da Legalidade ao Golpe de 1964', escrevendo o artigo ‘Máximas e mínimas: os ventos errantes da mídia na tormenta de 1964’, onde identificou as digitais da mídia brasileira na preparação e apoio ao golpe de 64. Em 2011, três de seus trabalhos publicados no extinto Coojornal foram republicados na coletânea Coojornal, um jornal de jornalistas sob o regime militar, organizada por Rafael Guimaraens, Ayrton Centeno e Elmar Bones, em edição da Libretos de Porto Alegre. De setembro de 2012 a julho de 2013, sob a coordenação da advogada Rosa Cardoso, Cunha foi consultor do Grupo de Trabalho sobre a Operação Condor na Comissão Nacional da Verdade. Luiz Cláudio Cunha hoje escreve para espaços jornalísticos virtuais como Observatório da Imprensa e Jornal Já.

## Prêmios
ESSO - Prêmio Esso de Jornalismo  (prêmio principal), 1979. Com a série de reportagens sobre 'O Sequestro dos Uruguaios', publicada na revista Veja (com J.B. Scalco).
TELESP - Prêmio Nacional de Reportagem, 1979. Com a série de reportagens sobre 'O Sequestro dos Uruguaios publicada em Veja (com J.B. Scalco)
VLADIMIR HERZOG, I Prêmio de Anistia e Direitos Humanos do Sindicato dos Jornalistas de São Paulo, 1979. Com a série de reportagens sobre 'O Sequestro dos Uruguaios', publicada em Veja (com J.B. Scalco).
ABRIL - Prêmio  Hors Concours de Jornalismo,1979. Com a série de Reportagens sobre 'O Sequestro dos Uruguaios', publicada em Veja  (com J.B. Scalco).
ABRIL - Prêmio Destaque em Economia, Editora Abril, 1980. Com a reportagem ‘Delfim entra em campo’, publicada em Veja.
ABRIL - Prêmio Destaque em Política, Editora Abril, 1982. Com a reportagem ‘A bomba fere o DOI-CODI’, publicada em Veja.
VLADIMIR HERZOG - VII Prêmio de Anistia e Direitos Humanos, Sindicato dos Jornalistas de SP, 1985. Com o conjunto de matérias sobre o arbítrio, mortes e desaparecimentos no Brasil pós-1964, ‘Página Infeliz da Nossa História’; ‘O Preço da Tortura’; e ‘Desaparecidos na Repressão’, publicados pela revista Afinal, nº. 27, de 5 de maio de 1985, no. 38, de 21 de maio de 1985, e no. 46, de 6 de julho de 1985.
MJDH, X Prêmio Direitos Humanos do Movimento de Justiça e Direitos Humanos e Comissão Sobral Pinto de Direitos Humanos de Porto Alegre (apoio do Sindicato dos Jornalistas Profissionais e da Associação dos Repórteres Fotográficos e Cinematográficos do Rio Grande do Sul), 1993. Hors Concours na categoria Televisão, com o vídeo sobre os 15 anos do sequestro dos uruguaios produzido para o programa RBS Documento, da 'TV RBS.
OK - VI Prêmio OK de Jornalismo, Categoria “Reportagem de Cidade”, Fundação OK, Brasília, 1995. Matéria ‘Dinheiro da Odebrecht Ajudou a Pagar Campanha de Cristovam’, publicada no Correio Braziliense.
OK -VI Prêmio OK de Jornalismo, Categoria ‘Menção Especial em Política’, Fundação OK, Brasília, 1995. Com a nota ‘A Confissão do Ministro Caiu do Céu’, publicada na Coluna Brasília-DF do Correio Braziliense.
EMBRATEL - Finalista do V Prêmio Imprensa Embratel, categoria Jornalismo Investigativo, 2003, com a série de matérias 'Grampo ACM' (Com Weiler Diniz).
ESSO – Prêmio Esso de Informação Econômica, 2004, com a matéria ‘Presidente e diretor do Banco Central esconderam da 
Receita bens no Exterior’, publicada na revista IstoÉ (com Weiller Diniz, Sônia Filgueiras e Celina Cortes).
JABUTI - Prêmio Jabuti de Literatura da Câmara Brasileira do Livro, Categoria Livro-reportagem, 2009. 2º. lugar na categoria livro-reportagem com o livro Operação Condor: o sequestro dos uruguaios. Uma reportagem dos tempos da ditadura (L&PM, 2008).
VLADIMIR HERZOG, XXI Prêmio de Anistia e Direitos Humanos do Instituto Vladimir Herzog, 2009. Menção Honrosa, na categoria livro-reportagem, com o livro Operação Condor: o sequestro dos uruguaios. Uma reportagem dos tempos da ditadura.

AÇORIANOS - Finalista do XVI Açorianos de Literatura Adulta e Infantil, Secretaria Municipal da Cultura do Estado do Rio Grande do Sul, , 2009, Categoria Especial, com o livro Operação Condor: o sequestro dos uruguaios. Uma reportagem dos tempos da ditadura.
CASA DE LAS AMERICAS - Prémio Literário Casa de Las Americas, Havana, Cuba, 2010. Menção honrosa na categoria Literatura Brasileira de Não Ficção, com o livro Operação Condor: o sequestro dos Uruguaios. Uma reportagem dos tempos da ditadura.
MJDH, XXVIII Prêmio de Direitos Humanos de Jornalismo, Movimento de Justiça e Direitos Humanos com apoio da Ordem dos Advogados do Brasil/RS, Porto Alegre, 2011.  1º. lugar na categoria especial 'Memória e Cultura da Impunidade', com série de reportagens sobre ditadura e direitos humanos.
MJDH, XXXI Prêmio de Direitos Humanos de Jornalismo, Movimento de Justiça e Direitos Humanos com apoio da Ordem dos Advogados do Brasil/RS, Porto Alegre, 2014. 1º. lugar na categoria 'On Line', com a reportagem 'O inferno das duas Mirians: a jornalista e a jiboia'
MJDH, XXXI Prêmio de Direitos Humanos de Jornalismo, Movimento de Justiça e Direitos Humanos com apoio da Ordem dos Advogados do Brasil/RS, Porto Alegre, 2014. Menção Honrosa na categoria 'On Line',  com a reportagem ' Generais omitiram até os 22 dias que Dilma Rousseff amargou no DOI-CODI'.

## Publicações
Em Livros:
CUNHA, Luiz Cláudio. Operación Cóndor. El secuestro de los uruguayos. Un reportaje del tiempo de la dictadura. Montevidéu, URU: SERPAJ Uruguai, 2017, 427 p.
CUNHA, Luiz Cláudio et al.; CAVALCANTI-CUNHA, M. J. (org.) Todos temos que lembrar. A lição e a missão do jornalista. Brasília: Editora da UnB, 2013.
CUNHA, Luiz Cláudio. Operação Condor – O Sequestro dos Uruguaios: uma reportagem dos tempos da ditadura. L&PM Editora, Porto Alegre, 2008, 463 p.
BRITTO, Antonio e CUNHA, Luiz Cláudio. Assim morreu Tancredo, L&PM Editora, Porto Alegre, 1985, 201 p.
Em Coletâneas:
CUNHA, Luiz Cláudio. O papel da mídia na ditadura de 1964. In: SOUSA JUNIOR, José Geraldo et al. (orgs.) Introdução crítica ao Direito: Justiça de Transição na América Latina (Série 'O Direito Achado na Rua', vol. 7), Brasília, DF: UnB, 2015, p. 362-367.
CUNHA, L. C. A força da palavra, a palavra da força. In: LABORDE, Elga Pérez; ORTIZ ALVAREZ, Maria Luisa (orgs.) Dimensão temporal e espacial na linguagem e na cultura latino-americana. Campinas: Pontes, 2013, p. 495–509.
CUNHA,  L. C. A Entrevista: 1 Fundamento, 2 Perguntas, 3 Condições. In: Marocco, Beatriz (org.) Entrevista na prática jornalística e na pesquisa, Porto Alegre: Libretos, 2012, p. 55–74.
CUNHA, L. C. Todos temos que lembrar. In: MOUILLAND, Maurice; PORTO, S. D. (org.) O Jornal: da forma ao sentido.  Brasília: Editora Universidade de Brasília, 2012, p. 467–497.
CUNHA, L. C. Memórias de um conspirador obstinado. In: GUIMARAENS, Rafael;  CENTENO, Ayrton; BONES, Elmar (orgs.) Coojornal – um Jornal de Jornalistas sob o Regime Militar, Porto Alegre: Libretos, 2011, p. . 78-91.
CUNHA, L. C. Uruguai: terror e silêncio. In: GUIMARAENS, Rafael;  CENTENO, Ayrton; BONES, Elmar (orgs.) Coojornal – um Jornal de Jornalistas sob o Regime Militar, Porto Alegre: Libretos, 2011, p. 105–107.
CUNHA, L. C.  A Condenação da Imprensa - Uma inversão resolveria. In: GUIMARAENS, Rafael;  CENTENO, Ayrton; BONES, Elmar (orgs.) Coojornal – um Jornal de Jornalistas sob o Regime Militar, Porto Alegre: Libretos, 2011, p. 248–255.
CUNHA, L. C. Máximas e mínimas: os ventos errantes da mídia na tormenta de 1964. In: PADRÓS, Enrique Serra; BARBOSA, Vânia; FERNANDES, Ananda (orgs.) A ditadura de Segurança Nacional no Rio Grande do Sul (1964-1985): história e memória. Porto Alegre: Corag, 2009, 1o.  vol., p. 179–222.
CUNHA, L. C.  O sequestro dos uruguaios. In: MOLICA, Fernando (org.) 10 reportagens que abalaram a ditadura. Editora Record, 2005, p. 197–255.
CUNHA, L. C.  O off e o feiticeiro. In: CERQUEIRA, Luiz Egypto de (org.) A Mídia e o Jornalismo Fiteiro. Biblioteca OI do Observatório da Imprensa, v. I, 2004, p. 48–50, livro eletrônico, www.observatoriodaimprensa.com